# Чантурия, Нодари Викторович
Нодари Викторович Чантурия (1 июля 1929, Поти — апрель 2007, Николаев) — советский и украинский судостроитель, Заслуженный работник промышленности Украинской ССР, лауреат премии Совета Министров СССР. Почётный гражданин города Николаева.

## Жизнеописание
Родился в городе Поти, Грузинская ССР в семье служащих.
В 1937 году отец был арестован и осуждён, умер в ссылке в 1943 году, реабилитирован посмертно в 1957 году.
В 1947 году с серебряной медалью окончил русскоязычную среднюю школу и поступил в Ленинградский кораблестроительный институт. В 1953 году окончил институт и получил квалификацию инженера-кораблестроителя.
С августа 1953 года по декабрь 1957 года работал на Батумском судоремонтном заводе: инженер-технолог, мастер, начальник цеха, начальник технического отдела. Член КПСС с 1955 года.
В январе 1958 года переведён на работу Николаевский судостроительный завод «Океан», где работал на разных должностях: заместителя начальника секционно-стапельного корпусно-сборочного цеха, заместителя начальника планово-производственного отдела (ПВВ), с 1961 года — начальника ПВВ, с 1963 года — заместителя директора завода по производству, с 1965 года — главного инженера завода.
С ноября 1982 по август 1996 года — директор судостроительного завода «Океан». За период его руководства предприятием со стапелей сошли многотоннажные корабли, разрослась инфраструктура вокруг завода, был построен санаторий-профилакторий «Океан».
Умер в апреле 2007 года.

## Награды
- 1947 г. — серебряная медаль за окончание средней школы.
- 1964 г. — Приказом Министра Обороны СССР Маршала Советского Союза Р. Малиновского, объявлена благодарность за выполнение важного задания Минобороны.
- 1966 г. — Орден «Знак Почёта».
- 1969 г. — серебряная медаль ВДНХ.
- 1970 г. — Юбилейная медаль «100 лет со дня рождения В. И. Ленина».
- 1971 г. — Второй орден «Знак Почёта».
- 1971 г. — Бронзовая медаль ВДНХ.
- 1972 г. — Бронзовая медаль ВДНХ.
- 1973 г. — Серебряная медаль ВДНХ.
- 1977 г. — Лауреат премии Совета Министров СССР.
- 1976 г. — Серебряная медаль ВДНХ.
- 1979 г. — Медаль «Лучшему активисту НТО им. академика А. Н. Королева».
- 1980 г. — Бронзовая медаль ВДНХ.
- 1982 г. — Бронзовая медаль ВДНХ.
- 1982 г. — Отличник Гражданской обороны СССР
- 1983 г. — Золотая медаль ВДНХ.
- 1983 г. — Отличник социального соревнования МСП СССР.
- 1984 г. — Диплом выставки народного хозяйства Украины.
- 1985 г. — Орден «Ленина».
- 1985 г. — Юбилейная медаль «60 лет судостроению».
- 1986 г. — Почётный знак Гражданской обороны СССР.
- 1986 г. — Медаль выставки достижения народного хозяйства УП/РСР.
- 1988 г. — Почётная медаль Советского фонда мира.
- 1988 г. — Медаль «Ветеран труда».
- 1988 г. — Юбилейный знак ЦК ВЛКСМ «70 лет ВЛКСМ».
- 1991 г. — Заслуженный работник промышленности УССР.

Решением Николаевского городского совета № 10/1 от 1 июля 1999 года присвоено звание «Почётный гражданин города Николаева».

## Память
В Николаеве на фасаде дома № 313 по Богоявленскому проспекту, в котором с 1965 по 2007 годы жил Н. В. Чантурия, была открыта мемориальная доска.
На судостроительно-судоремонтном заводе «Нибулон» идёт строительство буксира проекта 121М «Нодари Чантурия», предназначенного для работы в мелководных акваториях.